# Troglodillo rotundatus
Troglodillo rotundatus är en kräftdjursart som beskrevs av Kae Kyoung Kwon och Stefano Taiti 1993. Troglodillo rotundatus ingår i släktet Troglodillo och familjen Armadillidae. Inga underarter finns listade i Catalogue of Life.